# Wibrandis Rosenblatt

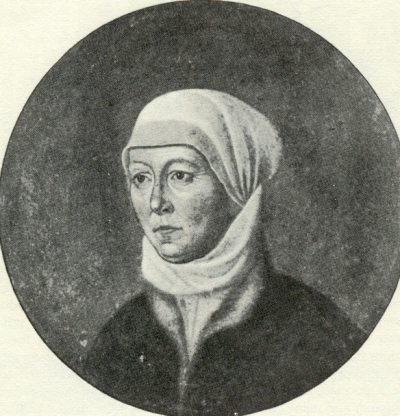
Wibrandis Rosenblatt

Wibrandis Rosenblatt (* 1504 in Säckingen; † 1. November 1564 in Basel) war nacheinander die Frau der drei bedeutenden Reformatoren Johannes Oekolampad, Wolfgang Capito und Martin Bucer. Wie Martin Luthers Ehefrau Katharina von Bora galt sie als Idealbild der evangelischen Pfarrfrau.

## Leben
Wibrandis Rosenblatt war die Tochter von Hans Rosenblatt (um 1475 – um 1530), des späteren Schultheissen von Säckingen und kaiserlichen Feldhauptmannes, der kaum je bei seiner Familie zu Hause war. Über ihre Kindheit ist nichts bekannt. Ihre Mutter Magdalena Strub zog mit Wibrandis und ihrem Bruder Adelhard später nach Basel, woher ihre Familie stammte und wo sie mehrere Verwandte im Stadtrat hatte.
1524 heiratete die zwanzigjährige Wibrandis den humanistisch gebildeten Basler Magister Ludwig Keller, der sich auch Ludwig Cellarius nannte. Schon im Sommer 1526 starb Cellarius und ließ sie mit einer Tochter zurück, die wie die Mutter Wibrandis hieß.

### Die Ehen und Kinder in der Übersicht
- 1524 bis 1526 mit Ludwig Cellarius († 1526), eine Tochter;
- 1528 bis 1531 mit Johannes Oekolampad (1482–1531), zwei Töchter und einen Sohn;
- 1531 bis 1541 mit Wolfgang Capito (1478–1541), fünf Kinder;
- 1542 bis 1551 mit Martin Bucer (1491–1551), zwei Kinder.

### Ehe mit Oekolampad

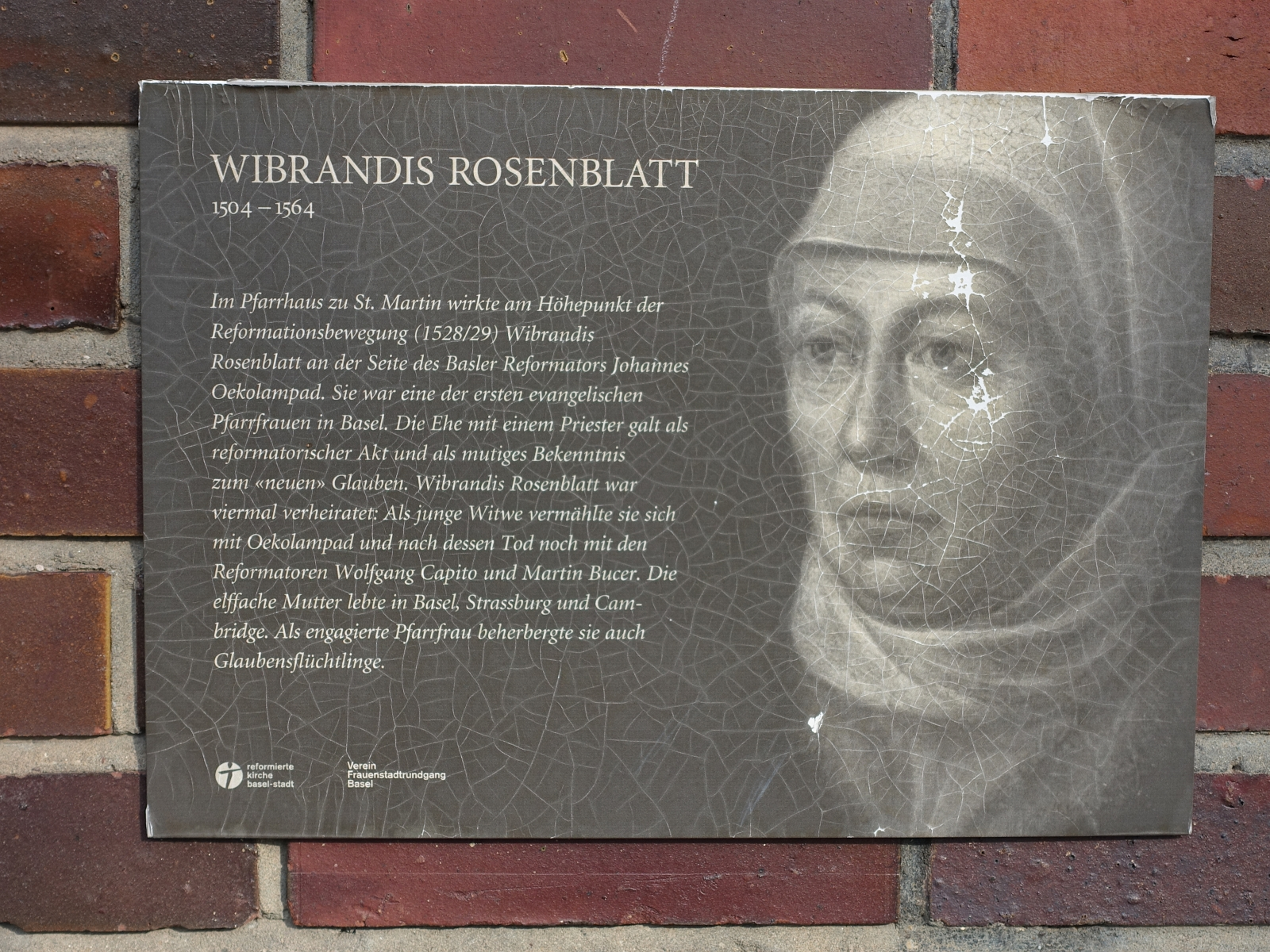
Gedenktafel für Wibrandis Rosenblatt, Oekolampad-Kirche

Am 15. März 1528 heiratete der Reformator und ehemalige Priester Johannes Oekolampad (Husschyn) die 22 Jahre jüngere Wibrandis, die eine begeisterte Anhängerin der neuen Lehre war. Diese Ehe kam auf Anraten von Wolfgang Capito als Zeichen für die Überwindung des Zölibats durch die Reformation zustande. Erasmus von Rotterdam spöttelte, Oekolampad habe als Buße für den öffentlichen Bruch der Fastenzeit 1522 eine attraktive junge Frau geheiratet.
In den Augen von Oekolampad war die 24-jährige zwar etwas zu jung, aber eine gute Christin aus respektabler, aber nicht zu reicher Familie. Ein Jahr nach der Heirat schrieb er an Capito: „Meine Frau ist, was ich mir immer wünschte. Sie ist weder streitsüchtig noch geschwätzig und treibt sich nicht herum, sondern kümmert sich um den Haushalt.“ Wibrandis war genau die Ehefrau, wie sie sich die damaligen Reformatoren wünschten: arbeitsam, bescheiden, gehorsam und bibelkundig. Da sie Basler Bürgerin war, bekam Oekolampad 1530 ebenfalls das Basler Bürgerrecht. Aus dieser Ehe entsprangen drei Kinder: Eusebius (nach dem Kirchenlehrer Eusebius von Caesarea), Irene (von griechisch εἰρήνη Friede) und Aletheia (von griechisch ἀλήϑεια Wahrheit).
Als Frau eines Reformators hatte Wibrandis das Haus voll mit Gästen, Flüchtlingen und Notleidenden. Sie stand bereits damals in brieflichem Kontakt mit Agnes, der Frau von Capito (Köpfle), und Elisabeth, der Frau von Bucer, ebenso wie mit Anna Zwingli. Am 23. November 1531 starb Oekolampad und ließ Wibrandis als Witwe mit vier Kindern zurück.

### Ehe mit Capito
Unterdessen hatte Capito in Straßburg seine Frau durch die Pest verloren. Für einen Witwer mit mehreren Kindern rief eine solche Situation im 16. Jahrhundert nach einer sofortigen Wiederverheiratung. Capito hatte Sabina Bader, die Witwe eines hingerichteten Täufer-Führers aus Augsburg, im Auge, aber sein Freund Bucer fand, der etwas exzentrische Capito brauche eine praktisch veranlagte Frau, die fest in der reformierten Bewegung verankert war. Die frisch verwitwete Wibrandis war da eine passende Partie, und Bucer hoffte, dass die Notlage der Witwe von Oekolampad mit ihren vier Kindern Capito von den Augsburgern abhalten würde.
Tatsächlich heiratete der über fünfzigjährige Capito die zwanzig Jahre jüngere Wibrandis am 11. April 1532, keine fünf Monate nach Oekolampads Tod, und brachte sie nach Straßburg, wo er Pfarrer war. Dieser Ehemann war nicht einfach. Er litt an Depressionen, war sehr unpraktisch veranlagt und durch Bürgschaften, die er naiv übernommen hatte, in finanzielle Bedrängnis geraten. Die Pfarrersfrau Wibrandis musste sehr sparsam sein, um die auch in diesem Haus üblichen Flüchtlinge und Hilfesuchenden versorgen zu können. Daneben schenkte sie ihrem Mann in neunjähriger Ehe fünf Kinder (Agnes, Dorothea, Johannes Simon, Wolfgang, Irene). Im November 1541 starb Capito während einer Pestepidemie, welcher auch drei Kinder von Wibrandis zum Opfer fielen: der älteste Sohn Eusebius sowie Dorothea und Wolfgang. Bereits vor Geburt der Tochter Irene Capito 1541 war die ältere Tochter Irene aus der Ehe mit Oekolampad gestorben. Die Tochter Wibrandis aus erster Ehe hatte kurz vor dem Tod des Stiefvaters Hans Jeliger in Straßburg geheiratet.

### Ehe mit Bucer
Elisabeth Silbereisen, die erste Frau von Bucer, die bereits 13 Kinder geboren hatte, fiel ebenso wie vier ihrer Kinder derselben Pestepidemie zum Opfer wie Capito. An ihrem Sterbebett ließ sie Bucer und Wibrandis versprechen, einander zu heiraten, um für die Kinder beider Familien zu sorgen. Dies taten sie im April 1542. Wibrandis brachte vier Kinder in die Ehe, die Bucer neben seinem behinderten Sohn Nathanael, dem einzigen seiner Kinder erster Ehe, das 1549 noch lebte, wie seine eigenen Kinder betrachtete. Auch hier war Wibrandis für einen großen Pfarrhaushalt mit zahlreichen Gästen und Hilfesuchenden verantwortlich, den sie während der vielen Reisen ihres Mannes oft allein verwalten musste. Aus dieser Ehe kamen noch zwei weitere Kinder: Martin, der als Kleinkind starb, und Elisabeth. Bucer sagte über seine Frau, dass sie in jeder Hinsicht perfekt sei, nur dass sie ihn nicht so oft zurechtweise, wie Elisabeth das getan habe.
1548 musste Bucer Straßburg verlassen – seine Verbannung war eine Bedingung von Karl V. für einen Friedensschluss. Er zog nach England, wo ihm von Thomas Cranmer in Cambridge eine Stelle als Theologieprofessor offeriert worden war. Er fühlte sich dort nicht wohl und hatte gesundheitliche Probleme, worauf Wibrandis bei einem Besuch entschied, die ganze Familie einschließlich ihrer Mutter und einer Tochter ihres Bruders müsse sich nach England begeben. 1549 hatte sie den ganzen Umzug erledigt und kam nach England, um Bucer zwei weitere schwierige Winter hindurch zu pflegen.
Im Februar 1551 starb Bucer, und Wibrandis kehrte nach Straßburg zurück, wo ihre Tochter Aletheia mit einem jungen Pfarrer verheiratet war. Nach dem Tod ihres Schwiegersohns 1553 ging sie mit zwei unverheirateten Töchtern, Mutter und Nichte in ihre Heimatstadt Basel und lebte dort als respektierte Witwe, bis sie 1564 ebenfalls an einer grassierenden Seuche, wahrscheinlich der Pest, starb. Sie wurde neben ihrem zweiten Ehemann bestattet, ist aber nicht auf seinem Epitaph erwähnt.
Siehe auch: Frauen der Reformation

## Belletristik
- Helen Liebendörfer: Die Frau im Hintergrund. Historischer Roman. F. Reinhardt, Basel 2013, ISBN 978-3-7245-1875-4.